# مهدی‌آباد اولیا
مهدی‌آباد اولیا، روستایی در دهستان ناصریه بخش ناصریه شهرستان گنبکی در استان کرمان ایران است. این روستا، مرکز دهستان ناصریه است.

## جمعیت
بر پایه سرشماری عمومی نفوس و مسکن در سال ۱۳۹۵، جمعیت این روستا برابر با **** نفر (کمتر از ۳ خانوار) بوده است.